# Nesioneta ellipsoidalis
Nesioneta ellipsoidalis är en spindelart som beskrevs av Tu och Li 2006. Nesioneta ellipsoidalis ingår i släktet Nesioneta och familjen täckvävarspindlar.
Artens utbredningsområde är Vietnam. Inga underarter finns listade i Catalogue of Life.